# Gadolini
El gadolini és un element químic de la taula periòdica el símbol del qual és Gd i el seu nombre atòmic és 64. És un membre de la sèrie dels lantanoides descobert el 1880 pel químic suís Jean-Charles Galissard de Marignac. El químic francès Paul-Émile Lecoq de Boisbaudran el 1886 li donà el nom de gadolini, en honor del químic finès Johan Gadolin, descobridor de l'itri. És de color blanc argentat, té una lluïssor metàl·lica i és mal·leable i dúctil. Té la susceptibilitat magnètica més elevada que es coneix, χm = 0,185 cm³/mol a 350 K. S'utilitza en la fabricació de les barres de control dels reactors nuclears, en refrigeració magnètica, en aliatges, com a fosforòfor de pantalles LCD i de plasma, en ressonància magnètica nuclear, entre d'altres.

## Història

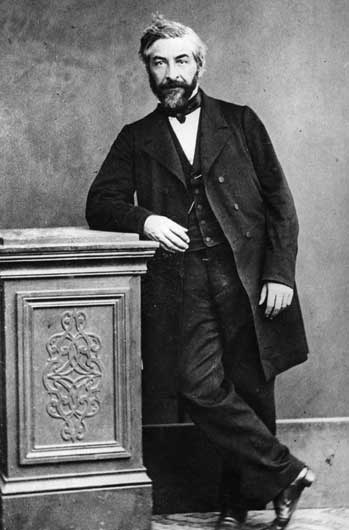
Jean Charles Galissard de Marignac.

El gadolini fou descobert el 1880 pel químic suís Jean-Charles Galissard de Marignac (1817-1894) a Ginebra. Feia temps que sospitava que el didimi, suposat element químic descobert pel químic suec Carl Gustav Mosander (1797-1858), no era un element nou sinó una barreja de diferents elements desconeguts. Les sospites es confirmaren quan el químic suís Marc Delafontaine (1838-1911) i el francès Paul-Emile Lecoq de Boisbaudran (1838–1912) varen comunicar a París que les línies espectrals del didimi variaven segons la font d'on provenia. De fet, el 1879 ja havien separat el samari d'alguna mostra de didimi que s'havia extret del mineral samarskita, que es troba als Urals. El 1880, Marignac extragué un altre lantanoide del didimi, i també Paul-Émile Lecoq de Boisbaudran el 1886, i fou aquest últim qui l'anomenà gadolini, en honor del químic finès Johan Gadolin (1760–1852), descobridor de l'itri.

## Estat natural i obtenció

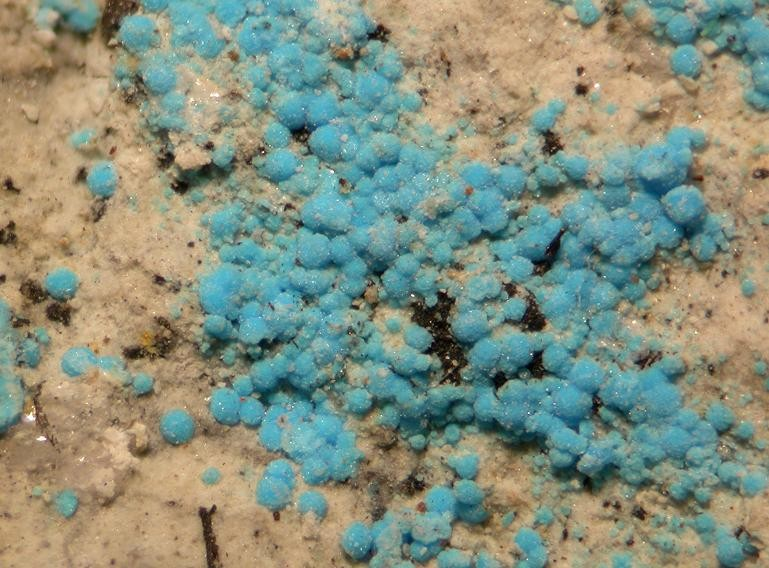
Cristalls cels de decrespignyita-(Y).

El gadolini és un dels lantanoides més abundants i quatre vegades més abundant que l'estany. Se'l pot trobar en petits percentatges en seixanta-dos minerals. Per damunt del 3 % hom el troba a la monazita-(Sm) 14,21 %, churchita-(Dy) 11,08 %, schuilingita-(Nd) 6,78 %, mineevita-(Y) 4,46 %, decrespignyita-(Y) 3,99 %, caysichita-(Y) 3,84 % i prosxenkoïta-(Y) 3,15 %.

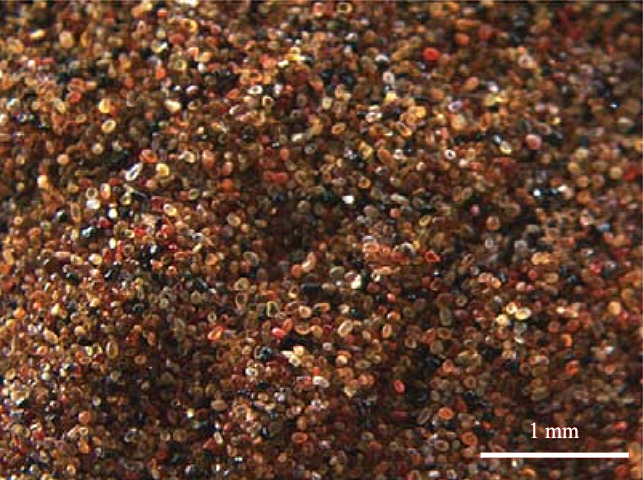
Arena de monazita.

Aquest lantanoide s'obté dels minerals del grup de la monazita i del grup de la bastnäsita, malgrat que s'hi trobi en petites proporcions, juntament amb altres lantanoides. Les zones mineres més importants es troben a la Xina, als EUA, al Brasil, a l'Índia, a Sri Lanka i a Austràlia. Les reserves mundials se suposa que superen el milió de tones i la producció anual mundial està al voltant de les 400 tones. La separació comercial del metall es realitza mitjançant tècniques d'extracció líquid-líquid o de bescanvi iònic. El metall s'obté per reducció metal·lotèrmica del clorur de gadolini {\displaystyle {\ce {GdF3}}} anhidre o de fluorur de gadolini {\displaystyle {\ce {GdCl3}}} pel calci segons la següent reacció:
{\displaystyle {\ce {2GdF3 + 3Ca -> 2Gd + 3CaF2}}}

## Propietats

### Propietats físiques
Com passa amb altres metalls de la sèrie dels lantanoides, el gadolini és de color blanc argentat, té una lluïssor metàl·lica i és mal·leable i dúctil. Té una densitat de 7,90 g/cm³, un punt de fusió de 1.313 °C i un punt d'ebullició de 3.273 °C.
A temperatura ambient, el gadolini cristal·litza segons un empaquetatge compacte hexagonal denominant-se aquest al·lòtrop forma α. En escalfar-se a 1.235 °C es transforma en la forma β, que té una estructura cúbica centrada en el cos.
El gadolini és l'únic lantanoide que és ferromagnètic prop de la temperatura ambient. És únic per la seva susceptibilitat magnètica, χm = 0,185 cm³/mol a 350 K, la més alta de les conegudes. També destaca per la seva temperatura de Curie de 293,2 K o 20,2 °C, la qual cosa ofereix la possibilitat d'aprofitar-la en aplicacions a temperatura ambient. Per sobre d'aquesta temperatura, el metall presenta un paramagnetisme molt fort.
El gadolini té la secció transversal de captura de neutrons tèrmics més alta de qualsevol element conegut (49 000 barns).

### Propietats químiques

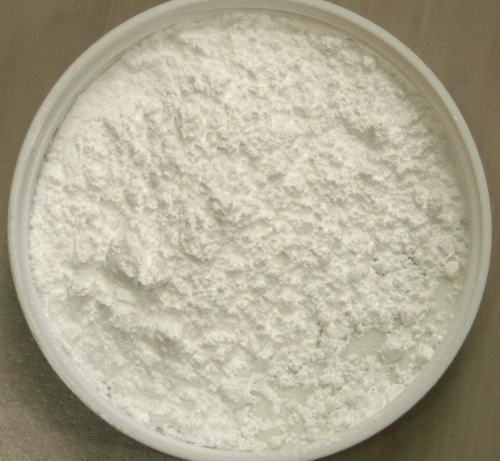
Òxid de gadolini(III).

La configuració electrònica del gadolini és [Xe] 4f75d¹6s². S'oxida lentament exposat a l'aire i es crema fàcilment per formar òxid de gadolini(III), blanc, l'únic òxid conegut d'aquest element:
{\displaystyle {\ce {4 Gd + 3 O2 -> 2 Gd2O3}}}El gadolini és força electropositiu ({\displaystyle \chi } = 1,20) i actua com a divalent i, majoritàriament, com a trivalent. Reacciona lentament amb aigua freda i força ràpidament amb aigua calenta per formar hidròxid de gadolini(III):
{\displaystyle {\ce {2 Gd(s) + 6 H2O(l) -> 2 Gd(OH)3(aq) + 3 H2(g)}}}
Amb tots els halògens el gadolini reacciona donant els corresponents halogenurs de gadolini(3+) que són blancs excepte el iodur que és groc:
{\displaystyle {\ce {2 Gd (s) + 3 F2 (g) -> 2 GdF3 (s) [blanc]}}}{\displaystyle {\ce {2 Gd (s) + 3 Cl2 (g) -> 2 GdCl3 (s) [blanc]}}}{\displaystyle {\ce {2 Gd (s) + 3 Br2 (g) -> 2 GdBr3 (s) [blanc]}}}{\displaystyle {\ce {2 Gd (s) + 3 I2 (g) -> 2 GdI3 (s) [groc]}}}
En àcid sulfúric diluït el gadolini reacciona i dona dissolucions que contenen els ions gadolini(3+), que existeixen com a complexos {\displaystyle {\ce {[Gd(OH2)9]^3+}}}.

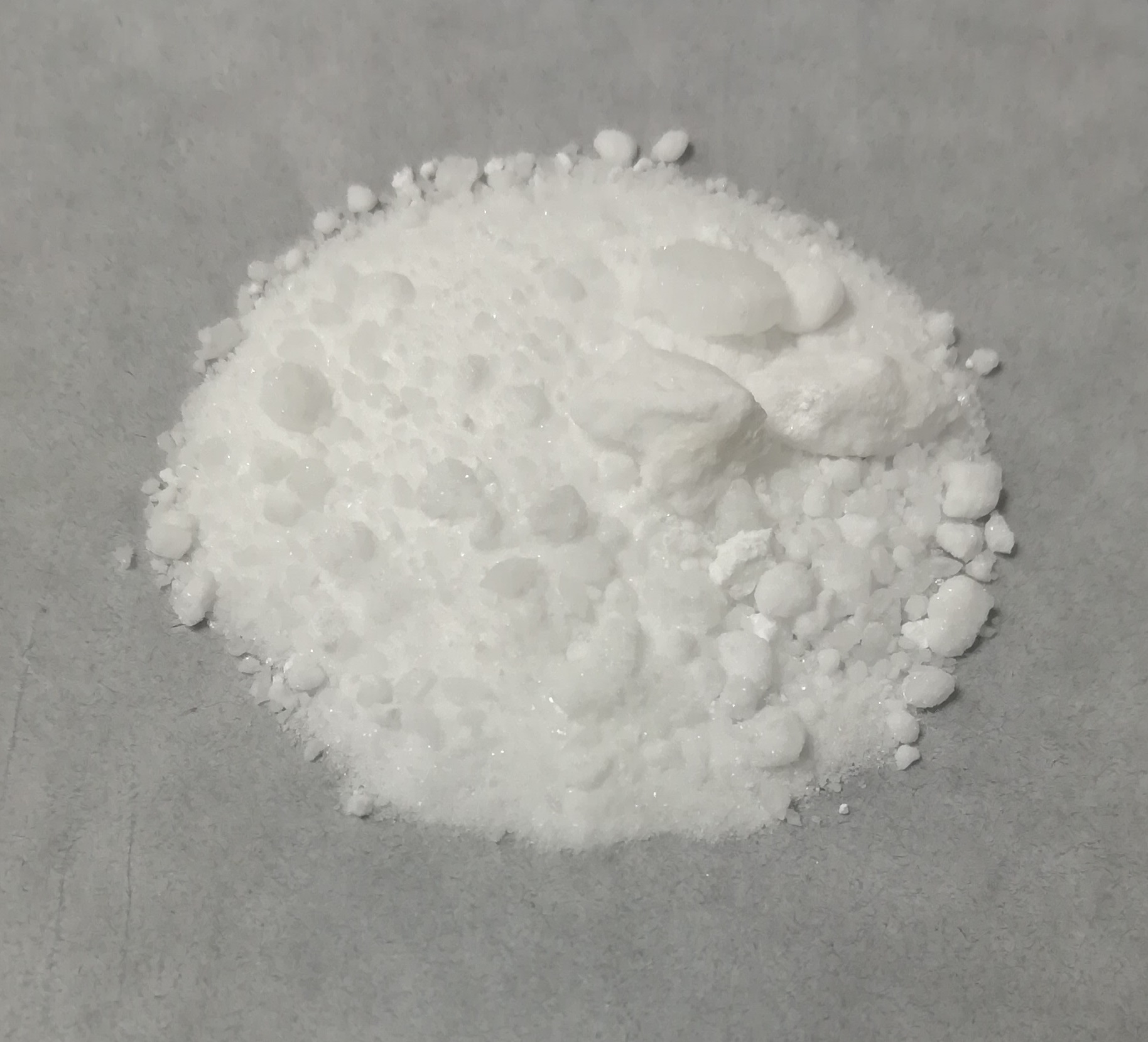
Acetat de gadolini(III)—aigua(1/4).

Altres composts de gadolini(3+) són: el nitrat de gadolini(III)—aigua(1/5) {\displaystyle {\ce {Gd(NO3)3*5H2O}}}, el nitrat de gadolini(III)—aigua(1/6) {\displaystyle {\ce {Gd(NO3)3*6H2O}}}, l'acetat de gadolini(III)—aigua(1/4) {\displaystyle {\ce {Gd2(C2H3O2)3*4H2O}}}, l'oxalat de gadolini(III)—aigua(1/10) {\displaystyle {\ce {Gd2(C2O4)3*10H2O}}}, el sulfur de gadolini(III) {\displaystyle {\ce {Gd2S3}}}, el tel·lurur de gadolini(III) {\displaystyle {\ce {Gd2Te3}}}, l'hexaborur de gadolini {\displaystyle {\ce {GdB6}}}, el nitrur de gadolini {\displaystyle {\ce {GdN}}} o el silicur de gadolini {\displaystyle {\ce {GdSi2}}}.
La majoria de composts del gadolini són compostos de gadolini(3+), però també n'hi ha uns pocs de gadolini(2+) com el clorur de gadolini(II) {\displaystyle {\ce {GdCl2}}} i el selenur de gadolini(II) {\displaystyle {\ce {GdSe}}}.

## Isòtops

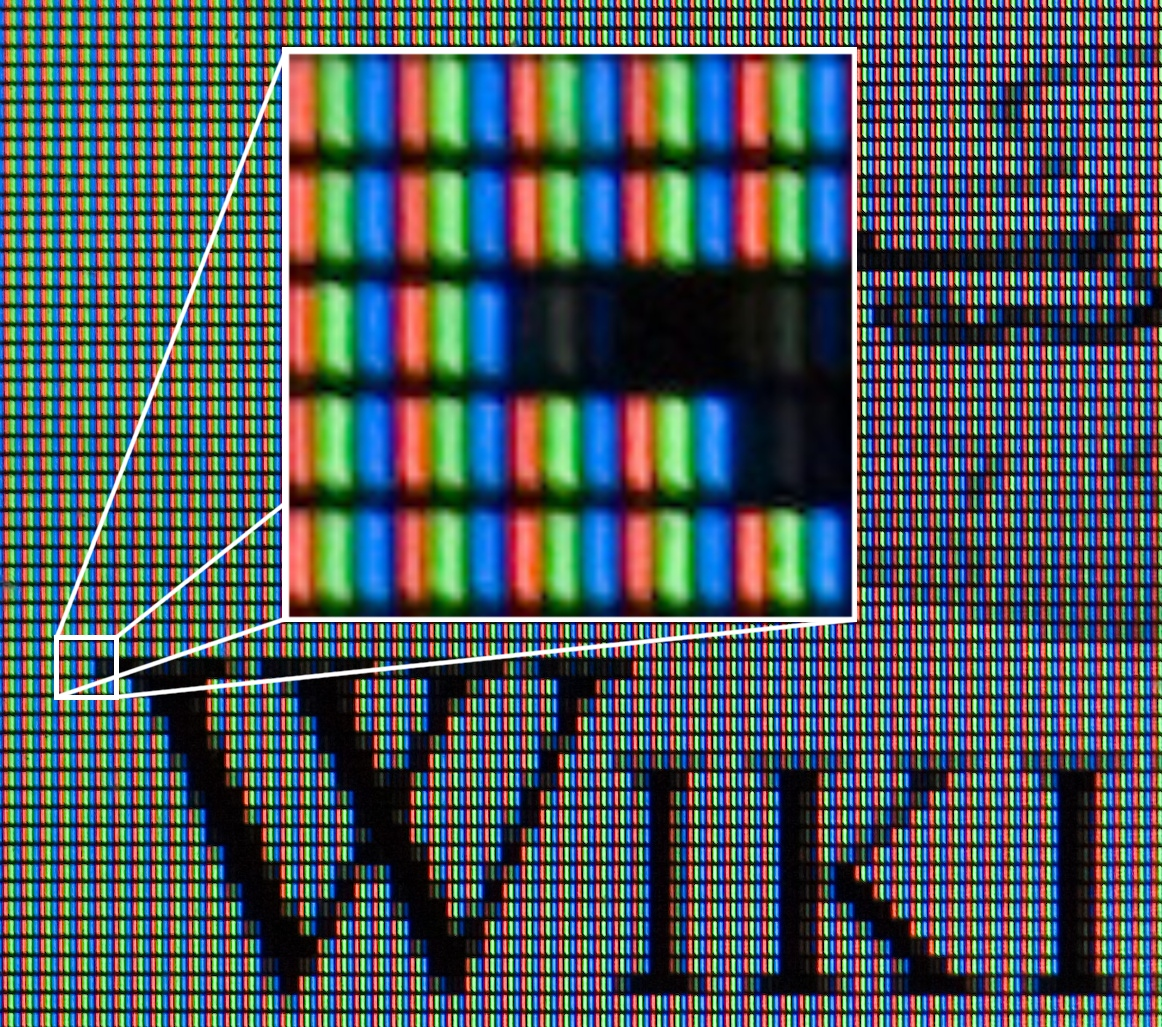
Pantalla d'un monitor LCD on s'observen els píxels de diferents colors.

A la natura, el gadolini es presenta com una barreja de sis isòtops estables: gadolini 158 (24,84 %), gadolini 160 (21,86 %), gadolini 156 (20,47 %), gadolini 157 (15,65 %), gadolini 155 (14,8 %) i gadolini 154 (2,18 %) i un isòtop radioactiu, gadolini 152 (0,20 %). Els isòtops amb un nombre màssic senar tenen seccions d'absorció nuclear extremadament elevades, com la del gadolini 157 que arriba als 259 000 barns. Com a resultat, la barreja d'isòtops de gadolini que es produeixen de manera natural també té una secció d'absorció nuclear molt elevada, de l'ordre de 49 000 barns. Excloent els isòmers nuclears, s'han caracteritzat un total de 32 isòtops radioactius del gadolini que van en nombre màssic de 133 a 169 i que tenen semivides d'1,1 segons (gadolini 135) a 1,08 × 1014 anys (gadolini 152).

## Usos

### Indústria electrònica
Els compostos de gadolini es fan servir de fosforòfors verd en les pantalles de plasma i pantalles de cristall líquid (LCD) i en discs compactes.

### Medicina

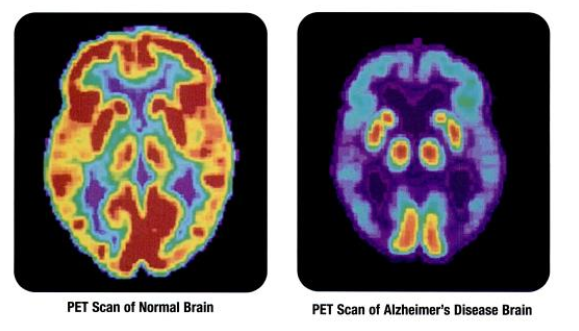
Imatge de PET d'un cervell normal (esquerra) i d'un d'una persona que pateix la malaltia d'Alzheimer (dreta).

A temperatura ambient el gadolini és paramagnètic. Les propietats paramagnètiques dels compostos de gadolini injectats en el pacient fan ressaltar, en les ressonàncies magnètiques nuclears (RMN), el contrast de les imatges dels vasos sanguinis i certes parts del cos.
El gadolini 153 ajuda a calibrar els sistemes de la tomografia per emissió de positrons (PET) en medicina nuclear. Amb el color blau s'indica el metabolisme de la glucosa en un cervell normal. Amb els colors verds, groc i vermells s'indica zones d'alt metabolisme de glucosa en pacients deprimits.

### Refrigeració magnètica

A temperatura ambient el gadolini s'escalfa si se li aplica adiabàticament un camp magnètic, i es refreda quan se'n treu el camp.

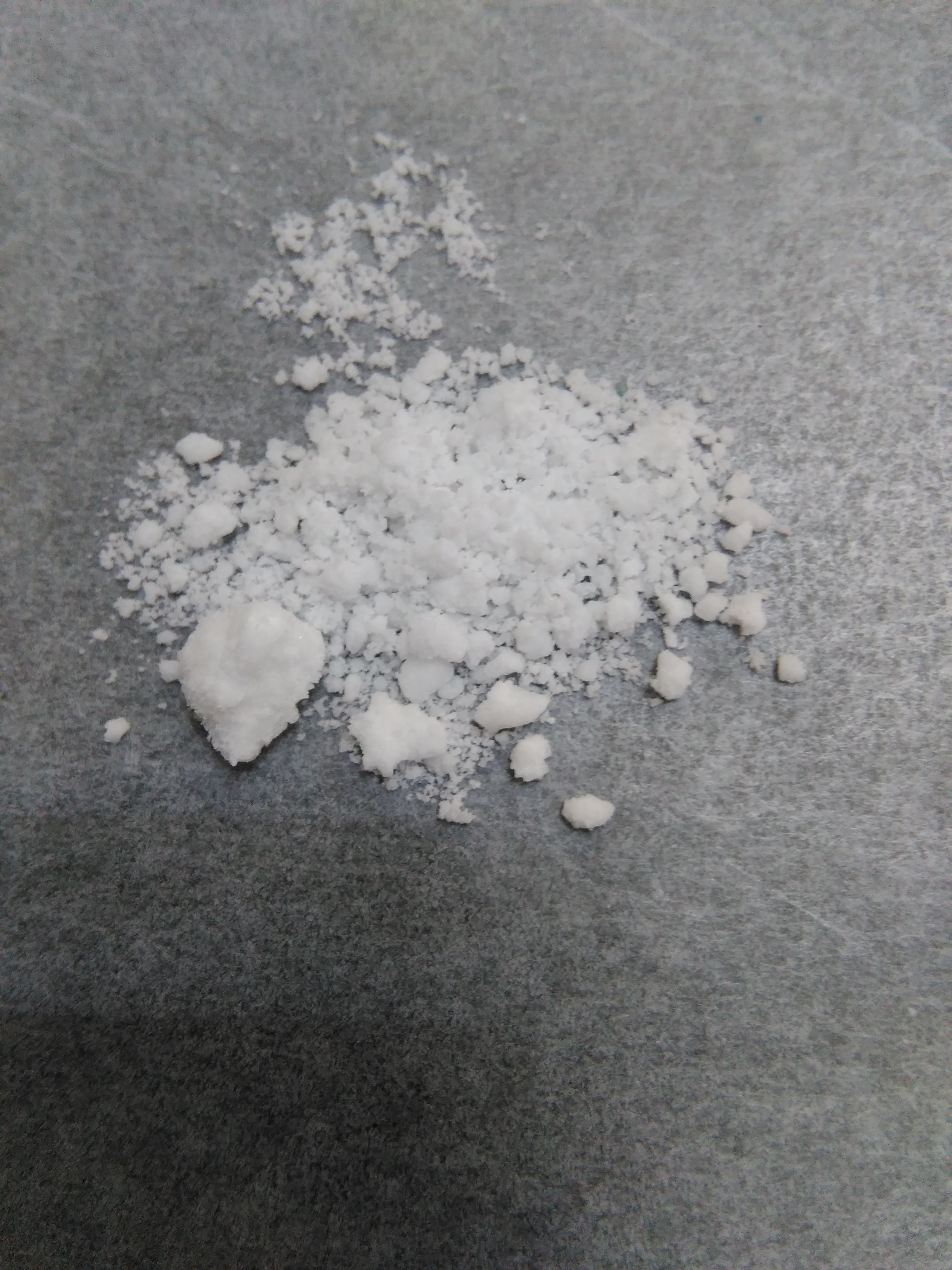
Clorur de gadolini(III).

El sulfat de gadolini(III) octahidratat {\textstyle {\ce {Ga2(SO4)3 \! . \! 8H2O}}} fou emprat pel químic nord-americà William Francis Giauque (1895–1982) i el seu estudiant graduat D.P. MacDougall el 1933 per assolir temperatures inferiors a 1 K (−272 ° C) per desmagnetització adiabàtica. El gadolini fou fet servir per Gerald V. Brown com a element actiu d'un prototip de refrigerador magnètic a prop de temperatura ambient, que el 1976-78 aconseguí un interval de temperatura de gairebé 80 °C usant un camp magnètic de 7 tesles i un fluid d'intercanvi de calor basat en aigua. Des de llavors el gadolini es convertí en el material refrigerant magnètic que s'elegí per a nombrosos dispositius de refrigeració magnètica de laboratori en funcionament continu. El 1997, els científics nord-americans de materials Vitalij K. Pecharsky (1954–2022) i Karl A. Gschneidner, Jr. (1930–2016), descobriren l'efecte magnetocalòric gegant en compostos {\displaystyle {\ce {Gd5(Si_{1 - x}Ge_{x})_4}}}. Aquest descobriment donà un fort impuls al desenvolupament i comercialització de la tecnologia de refrigeració magnètica.

### Generació d'energia
El gadolini té una gran capacitat d'absorció de neutrons, raó per la qual s'utilitza en la fabricació de les barres de control dels reactors nuclears, que tenen com a missió regular la reacció nuclear en cadena que produeix calor.

### Indústria metal·lúrgica
El gadolini té propietats metal·lúrgiques inusuals i afegit amb una proporció de l'1 % millora la manufactura i resistència del ferro, el crom i els aliatges relacionats a les altes temperatures i l'oxidació.

## Toxicitat
L'ió aquós soluble lliure, el gadolini(3+), és tòxic quan s'injecta. El clorur de gadolini(III) és higroscòpic i irritant. La toxicitat oral aguda dels composts gadolini és baixa, similar a altres terres rares amb DL50 en rates i ratolins major que 1 000 mg/kg. Els composts de gadolini inorgànics injectats per via intravenosa són tòxics a dosis més baixes.